# Geert Hofstede
Geert Hofstede (født 2. oktober 1928 i Haarlem, Holland, død 12. februar 2020) var en fremtrædende kulturanalytiker. Hans kulturteori er baseret på undersøgelser af IBM-medarbejdere fra forskellige afdelinger i verden. Teorien tager udgangspunkt i seks kulturdimensioner, der er:
- Individualisme/kollektivisme
- Maskulinitet/femininitet
- Struktureringsbehov
- Magtdistance
- Langsigtet/kortsigtet orientering
- Overbærenhed/selvbeherskelse

Når en kultur bliver analyseret med brug af Geert Hofstedes teorier, tildeles hver dimension et tal mellem 0 og 100. På denne måde kan kulturer let sammenlignes. 

## Kulturdimensioner

### Individualisme/kollektivisme
Beskriver hvorvidt folk opfatter sig selv som individ eller som medlem af en gruppe. I en individualistisk kultur (som ofte er vestlige lande som USA og Danmark) tænker folk på egne ønsker og mål frem for gruppens. I en kollektivistisk kultur (som fx Kina) går gruppens ønsker og mål forud for individets. Gruppen kan være familien, arbejdspladsen, landsbyen eller hele nationen. I den individualistiske kultur kan familiens interesser også være vigtige for individet, men her er det som oftest kernefamilien, hvorimod det i den kollektivistiske kultur er det man kalder "den udvidede familie", der altså består af fjernere slægtninge, som fx onkler og tanter, men også personer, som man ikke er i familie med, som fx kolleger og klassekammerater. I den individualistiske kultur spiller staten en tilbagetrukket rolle, hvorimod den i den kollektivistiske kultur spiller en central rolle. 

### Maskulinitet/femininitet
Dette handler i ringere grad om mænd og kvinders ageren i forhold til hinanden, men i langt højere grad om værdierne i samfundet. I en maskulin kultur prioriteres værdierne karriere, materiel succes og fremskridt højt. I en feminin kultur er solidaritet og velfærd centralt og det forventes, at man er omsorgsfuld over for andre. 

### Struktureringsbehov
Fortæller om hvorvidt folk bekymrer sig om det ukendte. I en kultur med højt struktureringsbehov er der en tendens til, at folk har det samme job i længere tid, da de netop forsøger at undgå usikkerhed. Folk i en sådan kultur vil fungere bedst i faste rammer med strukturerede aktiviteter. Omvendt vil folk i kulturer med lavt struktureringsbehov ofte skifte job og fungere bedre i et hastigt foranderligt miljø. 

### Magtdistance
Beskriver hvordan magtfulde og rige mennesker agerer og forventes at agere over for mindre magtfulde og fattigere mennesker. I en kultur med stor magtdistance forventes folk at vise deres rigdom og magtfulde mennesker forventes at udøve og demonstrere den over for andre. Det er således en meget hierarkisk samfundsopbygning, hvor det politiske billede er præget af partier på det yderste af fløjene. I en kultur med lille magtdistance anses ulighed som uønsket. Lige rettigheder er vigtigt og det politiske landskab er præget af midterpartier. 

### Langsigtet/kortsigtet orientering
Er den vigtighed, der tillægges fortiden og nutiden kontra fremtiden. I kulturer med langsigtet orientering vægter folk fremtiden højest. Dette betyder at sparsommelighed og udholdenhed er velanset. I kulturer med kortsigtet orientering lægges vægt på fortiden og nutiden. 

## Danmarks kultur

### Individualisme/kollektivisme (74)
Med en individualisme på 74 er den danske kultur meget individualistisk. Dette betyder, at der er relativ løse sociale rammer og det forventes at man tager sig af sig selv og ens nærmeste familie først. 

### Maskulinitet/femininitet (16)
Med en score på 16 er Danmark et meget feminint samfund. Dette kommer til udtryk ved, at danskerne går meget op i at få balance mellem arbejde og privatliv, samt at lighed, solidaritet og velfærd spiller en stor rolle for danskerne. Det omfattende velfærdssamfund i Danmark og den feminine kultur er i høj grad i relation til hinanden. 

### Struktureringsbehov (23)
Danskerne har et lille behov for strukturering, hvilket ses af det lille struktureringsbehov på 23. Dette betyder, at danskerne er gode til at tilpasse sig ændrede planer og de behøver ikke fastsatte rammer for deres arbejdsopgaver. Kombinationen af lavt struktureringsbehov og høj individualisme bevirker, at danskerne er gode til innovation og design, da de ønsker noget anderledes og særligt. De danske forbrugere er derfor også hurtige til at benytte nye produkter. Det lave struktureringsbehov kommer ydermere til udtryk i den danske kultur ved, at danskerne tør give klart udtryk for det, hvis der er noget, de ikke forstår. 

### Magtdistance (18)
I den danske kultur er magtdistancen på 18, hvilket er meget lavt. Dette skyldes blandt andet janteloven, men også de ofte uformelle arbejdsmiljøer. Den lille magtdistance betyder, at danskerne ikke forventer at de overordnede skal lede, men derimod "coache". 

### Langsigtet/kortsigtet orientering (35)
En score på 35 er ende vestlige lande. Danskerne fokuserer altså mest på hvad der sker nu, men fokuserer også i høj grad på fremtiden. 

## Kritik
Hofstedes teorier har fået kritik for at være for statiske. Kritikken går yderligere på, at teorierne er for deterministiske, altså at de fem dimensioner er for få og fastlåste i forhold til det virkelige billede, der antages at være mere mangfoldigt. Denne kritik er anført af Professor Brendan McSweeney (Royal Holloway, University of London og Stockholms Universitet). Galit Ailon har også kritiseret bogen og siger, at der er adskillige fejl I teori og metode. Hun anbefaler derfor, at man forholder sig kritisk til Hofstedes teorier. 